# Chesty Morgan
Chesty Morgan (* 15. Oktober 1937, verheiratete Liliana Wilczkowska, später Lillian Stello) ist eine Striptease-Tänzerin und Fotomodell polnischer Herkunft, die gelegentlich als Schauspielerin in Erscheinung trat.

## Leben
Sie wurde 1937 in Polen als Tochter einer vermögenden jüdischen Familie geboren. Nach dem deutschen Überfall auf Polen verlor die Familie ihr Geschäft und musste ins Ghetto übersiedeln. Ihre Mutter Eva wurde eines Tages beim Einkaufen von Deutschen verschleppt. Ihr Vater Leon, der im jüdischen Widerstand aktiv war, wurde bei einem Aufstand im Ghetto erschossen.
Wilczkowska gelangte später nach Israel, wo sie in verschiedenen Waisenhäusern lebte und schließlich in einem Kibbuz eine Ausbildung zur Krankenpflegerin begann. Ende der 1950er Jahre lernte sie den amerikanischen Touristen Joseph Wilczkowski kennen, in den sie sich verliebte und mit dem sie nach New York City zog. Aus der Ehe gingen zwei Töchter hervor. 1965 wurde ihr Mann bei einem Raubüberfall mit zwei weiteren Kollegen getötet.
Ohne Ehemann und als Immigrantin mit schlechten Sprachkenntnissen war sie gezwungen, den Lebensunterhalt für sich und ihre Kinder selbst zu verdienen. Nach der Empfehlung eines Bekannten begann sie eine Tätigkeit als Striptease-Tänzerin.
Dabei wurde die Filmproduzentin und Regisseurin Doris Wishman auf sie aufmerksam, mit der sie die Filme Teuflische Brüste und Ein superheißes Ding drehte. Beides waren Low-Budget-Filme mit trashiger Handlung, die aber einen gewissen Kultstatus behalten haben. In Deadly Weapons rächte sich Chesty an verschiedenen Gangstern, indem sie sie mit ihren Brüsten erstickt, in Double Agent 73 bekam sie eine Kamera in die Brust eingebaut, die Photos schoss, sobald sie die Brust entblößte und den Arm hob. Kurz darauf lernte sie Federico Fellini kennen, der sie zu den Dreharbeiten von Fellinis Casanova nach Rom einlud. Sie drehte dort eine kurze Szene mit Donald Sutherland, die allerdings dem Schnitt zum Opfer fiel.
1974 heiratete sie Baseball-Umpire Dick Stello (1934–1987). Die Ehe wurde 1979 geschieden. 1984 starb Morgans älteste Tochter bei einem Verkehrsunfall in New York City.
1991 beendete sie ihre Karriere als Tänzerin. Heute besitzt sie ein Mietshaus in Tampa Bay.
John Waters zeigte Szenen mit Morgan aus Teuflische Brüste in seiner Filmkomödie Serial Mom – Warum läßt Mama das Morden nicht? (1994). Sie war auch das Vorbild für die von Selma Blair dargestellte Figur der Caprice Stickles in Waters’ Film-Satire A Dirty Shame (2004).

## Filmografie
- 1973: Teuflische Brüste (Deadly Weapons)
- 1974: Ein superheißes Ding (Double Agent 73)
- 1976: Fellinis Casanova (Il Casanova di Federico Fellini) (gelöschte Szene)
- 1981: Third Hand (Dai dai feng liu dai dai chun, Di san zhi shou)